# Cataldo Naro
Cataldo Naro (ur. 6 stycznia 1951 w San Cataldo, zm. 29 września 2006 w Monreale) – włoski duchowny katolicki, arcybiskup Monreale w latach 2002-2006.

## Życiorys
Święcenia kapłańskie przyjął 29 czerwca 1974 i został inkardynowany do diecezji Caltanissetta. Po święceniach został wysłany do Rzymu na studia z historii Kościoła, uwieńczone doktoratem na Papieskim Uniwersytecie Gregoriańskim. Po powrocie do diecezji był m.in. dyrektorem archiwum diecezjalnego (1977-2002), a także profesorem w diecezjalnym instytucie teologicznym (1977-1993) i na Papieskim Wydziale Teologicznym Sycylii (1993-2002).
18 października 2002 papież Jan Paweł II mianował go arcybiskupem Monreale. Sakry biskupiej udzielił mu 14 grudnia tegoż roku kard. Salvatore De Giorgi.